# جائزة ألمانيا الكبرى للدراجات النارية 2011
جائزة ألمانيا الكبرى للدراجات النارية 2011 هو سباق دراجات نارية أقيم بتاريخ 17 يوليو 2011. كان الجولة التاسعة من أصل 18 في سباق الجائزة الكبرى للدراجات النارية موسم 2011. فاز الإسباني داني بيدروسا بفئة الموتو جي بي بينما جاء الإسباني خورخي لورنزو في المركز الثاني وحصل على المركز الثالث الأسترالي كيسي ستونر. فاز بفئة الموتو 2 الإسباني مارك ماركيث.

## وصلات خارجية
- الموقع الرسمي